# La chica del tiempo
La chica del tiempo (título original en catalán: La noia del temps) es una novela juvenil escrita por la autora catalana Eva Piquer en el año 1996, traducida posteriormente al castellano. 

## Resumen
Iris, de trece años, se ha mudado con su madre, que es meteoróloga. En el nuevo colegio al que asiste, van a realizar un telediario escolar, y los alumnos han propuesto que Iris sea la encargada de la sección de meteorología. Con el paso del tiempo, la chica cae en la cuenta de que todas las predicciones que hace sin pensar ni comprobar, acaban cumpliéndose, por lo que para cerciorarse de que sus poderes son verídicos, anuncia que habría un tornado y que caería una lluvia de ranas, lo que también se acaba cumpliendo. Mientras duran sus peripecias, contará con la inestimable ayuda de sus compañeros de clase, como Marta y Jorge, por el cual se acabará dando cuenta de que siente algo más por él que una simple amistad. 
La chica se muestra convencida de que posee poderes para determinar el tiempo que va a hacer, pero finalmente, el último día de colegio, erra su predicción, siendo su progenitora quien acaba dando en el clavo con ella. Además, también se entera de la verdadera causa de la muerte de su padre, del que no sabía demasiado.

## Personajes
- Iris: Es la protagonista de la historia, se muda con su madre. Iris posee poderes para controlar el tiempo mientras graba el telediario, los cuales le fueron otorgados por una bruja que velaba por la niña.

- Bruna: Es la madre de Iris, una famosa meteoróloga que se muda para trabajar en una cadena nacional. Ésta dejó de acertar con sus predicciones al empezar a deducirlas su hija para su telediario escolar. Además, le revela a Iris que su padre murió carbonizado por una tormenta eléctrica.

- Jorge: Es un compañero de la nueva clase de Iris. Cuando la invita a un chocolate caliente, Iris se dio cuenta de que los dos estaban enamorados mutuamente.

- Marta: Es compañera de Jorge y de Iris. Al darse cuenta de que su compañera acertaba sus predicciones, se puso celosa, y retó a Iris a una prueba. Acordaron que si Iris acertaba al día siguiente, Marta haría de escoba de bruja en la fiesta de disfraces y esto es lo que acabó sucediendo.

- Nuria: Amiga de Iris y compañera del antiguo colegio de la protagonista. Después de que la niña se mudara, Iris y ella se carteaban contándose sus peripecias.

- Raquel: En la novela, está ingresada en un hospital por anorexia. Un día, Nuria recoge a Iris y van al hospital a visitarla. Ella también va a la fiesta de disfraces del nuevo colegio de la protagonista.

## Galardones recibidos
- POP POP POP  (1996)

- Datos: Q17636215